# Lökvas

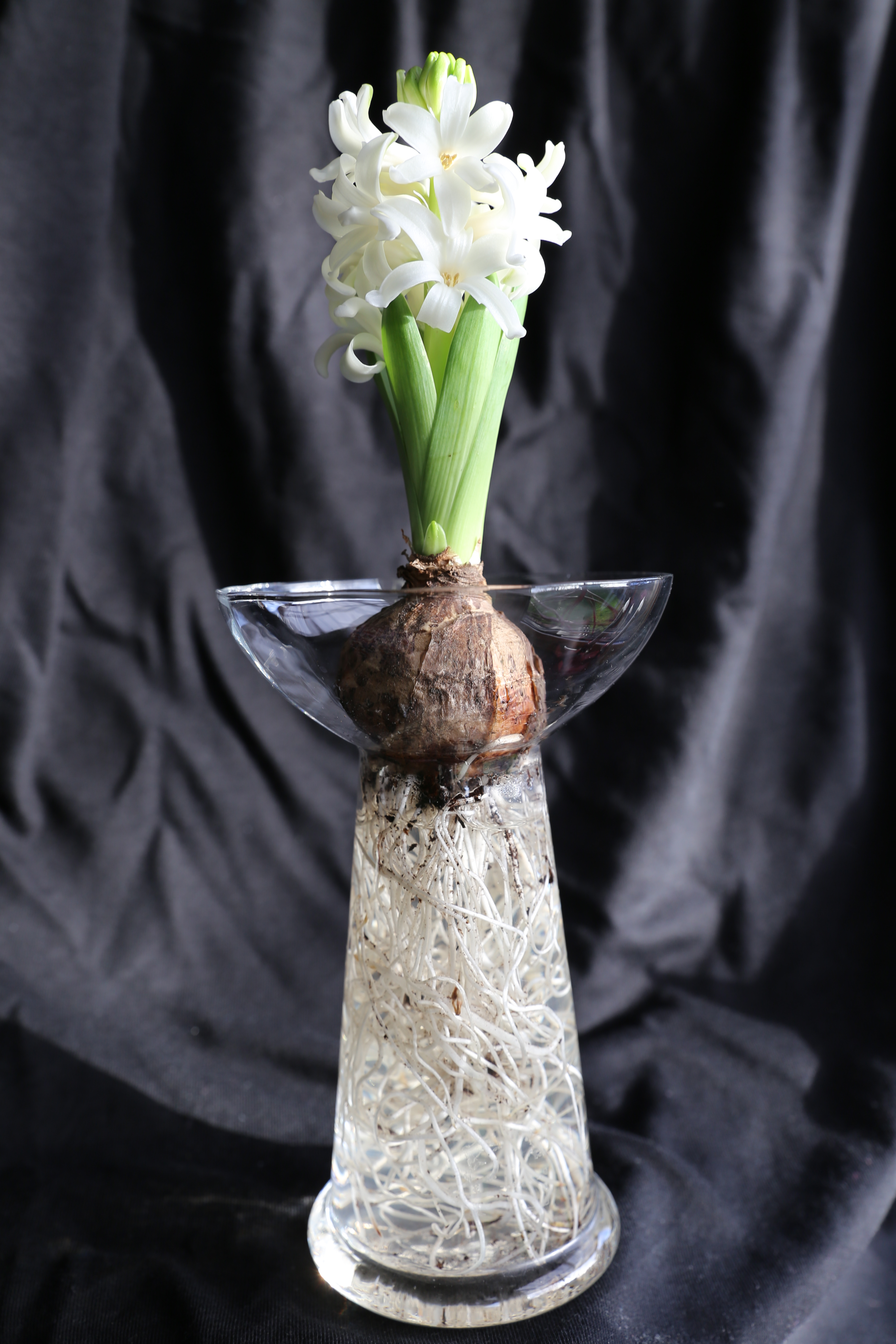
En lökvas med en vit Hyacint.

En lökvas är en vas speciellt avsedd för lökväxter. Då en lökväxt klarar sig med minimalt med näring behövs ingen traditionell kruka med jord utan lökens nedre del sänks ned i vatten. Timglasformen skapar en smalare del som löken kan vila på för att ge blomman stabilitet. Om lökvasen är genomskinlig blir lökens fina rötter synliga på ett dekorativt vis.